# Edosa
Edosa är ett släkte av fjärilar. Edosa ingår i familjen äkta malar.

## Bildgalleri

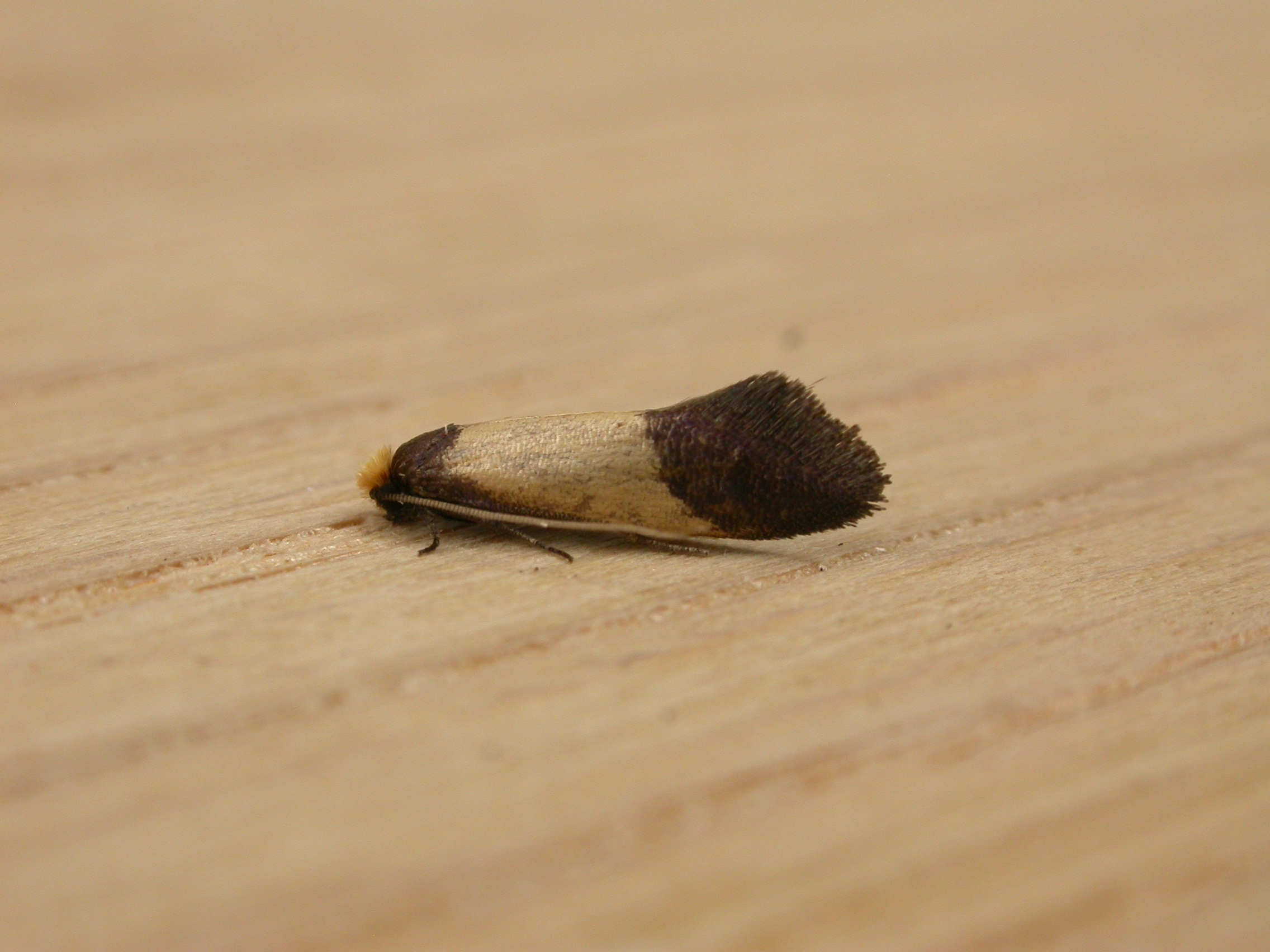
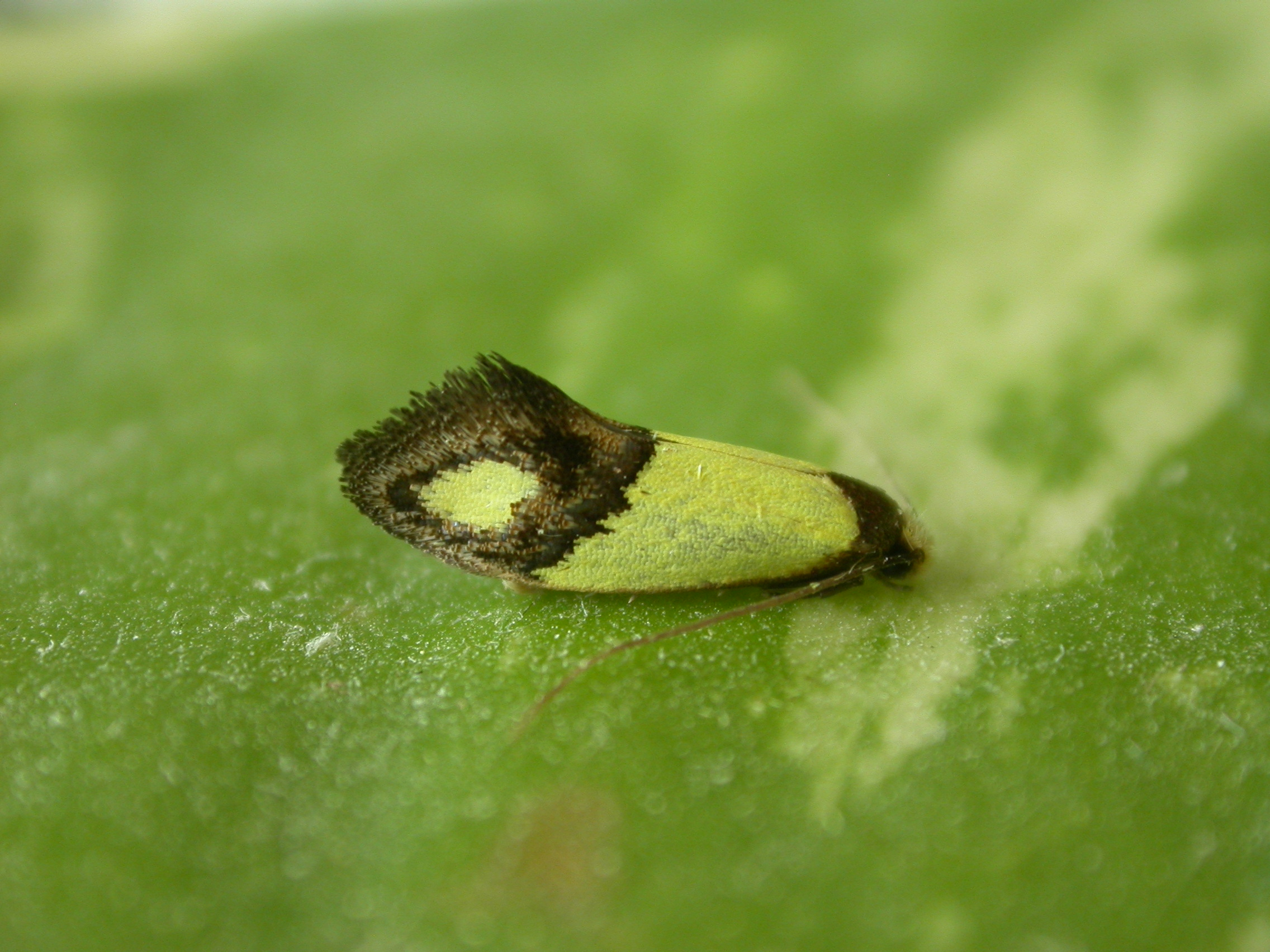

## Dottertaxa tillEdosa, i alfabetisk ordning[1]
- Edosa abathra
- Edosa amseli
- Edosa audens
- Edosa balanosema
- Edosa caerulipennis
- Edosa caradjella
- Edosa citrocoma
- Edosa crassivalva
- Edosa cymopelta
- Edosa darjeelingella
- Edosa effulgens
- Edosa enchrista
- Edosa endroedyi
- Edosa ensigera
- Edosa eurycera
- Edosa exhausta
- Edosa fraudulens
- Edosa glabrella
- Edosa griseella
- Edosa gypsoptera
- Edosa haplodora
- Edosa hemichrysella
- Edosa hemilampra
- Edosa hemisema
- Edosa hypocritica
- Edosa idiochroa
- Edosa irruptella
- Edosa isocharis
- Edosa isopela
- Edosa lardatella
- Edosa leucastis
- Edosa liomorpha
- Edosa lissochlora
- Edosa malthacopis
- Edosa melanostoma
- Edosa meliphanes
- Edosa montanata
- Edosa nesocharis
- Edosa nestoria
- Edosa nigralba
- Edosa ochracea
- Edosa ochranthes
- Edosa opsigona
- Edosa oratrix
- Edosa orphnodes
- Edosa paghmanella
- Edosa paraglossoptera
- Edosa perinipha
- Edosa perseverans
- Edosa philbyi
- Edosa phlegethon
- Edosa platyntis
- Edosa platyphaea
- Edosa porphyrophaes
- Edosa powelli
- Edosa purella
- Edosa purpurascens
- Edosa pygmaeana
- Edosa pyriata
- Edosa pyroceps
- Edosa pyrochra
- Edosa rhodesica
- Edosa robustella
- Edosa sacerdos
- Edosa sanctifica
- Edosa strepsineura
- Edosa subochraceella
- Edosa synaema
- Edosa talantias
- Edosa torrifacta
- Edosa trita
- Edosa tyrannica
- Edosa violacella
- Edosa xerxes
- Edosa xystidophora